# Земляной, Андрей Борисович
Андре́й Бори́сович Земляно́й — писатель-фантаст.

## Биография
Андрей Борисович Земляной родился в Донецке, УССР. Родители: Земляной Борис Яковлевич (писатель и журналист) и Каримова Рени Камаевна (режиссёр). Еще в детском возрасте будущего писателя вся семья переехала в Казань.
Окончил Казанский государственный университет культуры и искусств. Работал по многим специальностям в разных городах. Был телохранителем, монтажником-высотником, заведующим лабораторией криминалистики, преподавателем (ОБЖ и компьютерной графики).
В настоящее время живёт в Казани.

## Увлечения
Музыка из кинофильмов, путешествия, литература.

## Участие в литературных объединениях
- Литературный форум «В вихре времён»[1]

## Творчество
Писать начал чуть ли не в шестом классе. Первая книга — роман «Проект „Оборотень“» была издана в 2008 году. Большинство книг написаны в жанре космооперы, хотя автор экспериментирует и в других областях фантастики.

### Циклы произведений
Крылья Родины
- Крылья Родины. Высший пилотаж (2012)
- Крылья Империи. Полный форсаж! (2012)

Странник
- Проект «Оборотень» [= Оборотень] (2008)
- Успеть до радуги (2008)
- День драконов (2008)
- Дом, что мы защищаем (2008)
- Академик (2009)

Один на миллион
- Один на миллион (2009)
- Шагнуть за горизонт (2010)
- Игра без правил (2011)

Пентаграмма войны
- Пламя и Сталь (2011)
- Древо и Сталь (2013)
- Камень и Пламя (2013)
- Лёд и Сталь (2016)

Драконы Сарда 
Восстание Сарда (2013):
- Драконы Сарда (2010)
- Воины Сарда (2012)
- Честь Сарда (2017)

Войны крови // Соавторы: Борис Орлов
- Войны крови. Восхождение (2011) // Соавтор: Борис Орлов
- Войны крови. Черный потоп [= Войны крови. Становление] (2011) // Соавтор: Борис Орлов

Агрессия
- Идентификация (2014)
- Инфильтрация (2014)

Любимчик богов:
- Любимчик богов (2017)

#### Переиздания
1. Земляной А. Проект «Оборотень». — СПб.: Лениздат, 2010. — (Боевая фантастика). — 5050 экз. — ISBN 978-5-9942-0532-7.
2. Земляной А. День драконов. — СПб.: Лениздат, 2010. — (Боевая фантастика). — 4000 экз. — ISBN 978-5-9942-0577-8.
3. Земляной А. Проект «Оборотень». — СПб.: Лениздат, 2010. — С. 1088. — (Циклы). — 4050 экз. — ISBN 978-5-9942-0669-0.
4. Земляной А. Академик. — СПб.: Лениздат, 2011. — С. 288. — (Странник). — 15 000 экз.
5. Земляной А. Драконы Сарда. — СПб.: Лениздат, 2010. — (Боевая фантастика). — 5050 экз. — ISBN 978-5-9942-0532-7.
6. Земляной А. Один на миллион. — СПб.: Лениздат, 2009. — (Боевая фантастика). — 9050 экз. — ISBN 978-5-9942-0384-2.
7. Земляной А. Дом, что мы защищаем. — СПб.: Лениздат, 2010. — (Боевая фантастика). — 4050 экз. — ISBN 978-5-9942-0588-4.
8. Земляной А. Шагнуть за горизонт. — СПб.: Лениздат, 2010. — (Боевая фантастика). — 10 050 экз. — ISBN 978-5-9942-0509-9.
9. Земляной А. Игра без правил. — СПб.: Лениздат, 2011. — С. 352. — (Боевая фантастика). — 9050 экз. — ISBN 978-5-9942-0744-4.